# Limitations de vitesse en Pologne
Les limitations de vitesse en Pologne (abréviation officielle: PL) sont plus complexes que dans d'autres pays. Attention, les conducteurs même étrangers sont censés les connaitre malgré l'absence de signalisation.

## Les vitesses maximales autorisées

Panneau de limitations de vitesse à l'entrée en Pologne depuis le 1er juin 2021

- En ville, la vitesse est limitée à 50 km/h[1]
  - Il existe également des portions limitées à 70, 80 ou 90 km/h, mais il s'agit surtout de grandes artères de contournement des grandes villes (ex.: la Trasa Łazienkowska ou la Trasa Siekierkowska à Varsovie, ou le périphérique nord de Poznań).
  - Dans certains villages, la limitation de vitesse tombe à 40 ou 50 km/h.
- Hors agglomération, sur une chaussée unique à double sens, la vitesse maximale est de 90 km/h.
- 100 km/h :
  - Sur les voies rapides à chaussée unique - routes à chaussée unique comportant des croisements de type autoroutier et portant un numéro commençant par un "S". 
  - Sur les 2x2 voies hors agglomération, à chaussée unique ou séparée, mais comportant des carrefours classiques. Elles ne sont pas signalées par des panneaux "voie rapide" et portent un numéro classique, sans lettre
- Sur les voies rapides à chaussées séparées par un terre-plein central (routes avec des sorties et des entrées de type autoroutier, dont le numéro commence par un "S") telles qu'on les connaît en France, la vitesse est limitée à 120 km/h (ex.: le périphérique de la Tricité (PL-Trójmiasto) de Gdańsk, Sopot et Gdynia, qui porte le n° S6). .
- Sur les autoroutes (dont les numéros commencent, comme en France, par la lettre "A"), la vitesse est limitée à 140 km/h. .

Une loi, déjà approuvée par la Diète (Sejm) et par le Sénat polonais, a augmenté les limites de vitesse en Pologne de 10 km/h sur voie rapide et sur autoroute. Ainsi, depuis le 1er janvier 2011, les limitations de vitesse sont passées à 120 km/h et à 140 km/h respectivement. Cette loi devait être approuvée par le président Lech Kaczyński avant son décès, elle l'a été par le président Bronisław Komorowski
Attention, le système de permis à points diffère de celui de la France. Les points de permis (24 au total) ne sont pas retranchés, mais ajoutés (Punkty karne peut être traduit par "points-amende"). Cependant, la police polonaise ayant pour habitude de filmer les conducteurs en infraction, on peut accumuler les 24 points d'une seule traite et perdre son permis sur le champ, y compris si celui-ci est étranger !

## Les radars en Pologne
- Les contrôles de vitesse sont assez fréquents, surtout :
  - sur les sections dangereuses des routes hors agglomération (ex.: croisements à vitesse réduite, routes étroites et bombées en forêt comme la route entre Zambrów et Łomża)
  - en agglomération
  - sur les routes à chaussées séparées n'ayant pas le statut de voie rapide ou autoroute; et les contournements de grandes villes.
  - sur les portions en travaux des autoroutes.
- Par ailleurs, les radars automatiques (mobiles compris) ont fleuri çà et là. (panneau : « Kontrola radarowa - fotoradar » pour les fixes). Les appels de phares émanant des autres automobilistes sont très fréquents.
  - En ville - attention  aux voitures de la Straż Miejska (police municipale) ou Straż Gminna, qui effectuent des contrôles de vitesse très fréquemment.
  - radars fixes - attention aux panneaux « Kontrola prędkości - fotoradar » : 
    - Dans les villages, les radars automatiques se trouvent souvent juste après le panneau.
    - En ville, les radars automatiques ne sont pas forcément à l'endroit signalé dans l'agglomération, mais installés à des endroits peu visibles, à plusieurs kilomètres du panneau de signalisation.

- Attention également aux voitures en civil de l'ITD (Inspekcja Transportu Drogowego)
- Enfin, attention aux patrouilles de police en civil. Leur principe de fonctionnement diffère légèrement de celui de la police et gendarmerie française car le plus souvent, ils filment les conducteurs avec les « wideorejestratory », qui leur permettent en même temps de relever la vitesse à laquelle vous roulez (celle des policiers apparaît également), mais qui sont surtout destinés à traquer les comportements dangereux. Les amendes sont à payer sur place si vous êtes étranger, et vous pouvez perdre votre permis sur le champ.

La moindre infraction étant relevée (non-utilisation de clignotant, refus de priorité (y compris aux piétons), chevauchement ou franchissement d'une ligne continue, excès de vitesse, etc.), les films sont souvent utilisés dans les tribunaux en cas de contestation de l'infraction ou dans le cas d'une infraction grave (alcoolémie, etc.).

"Point Noir" en Pologne
Panneau annonçant les radars fixes
Panneau d'indication sur la route nationale (droga krajowa) n°5
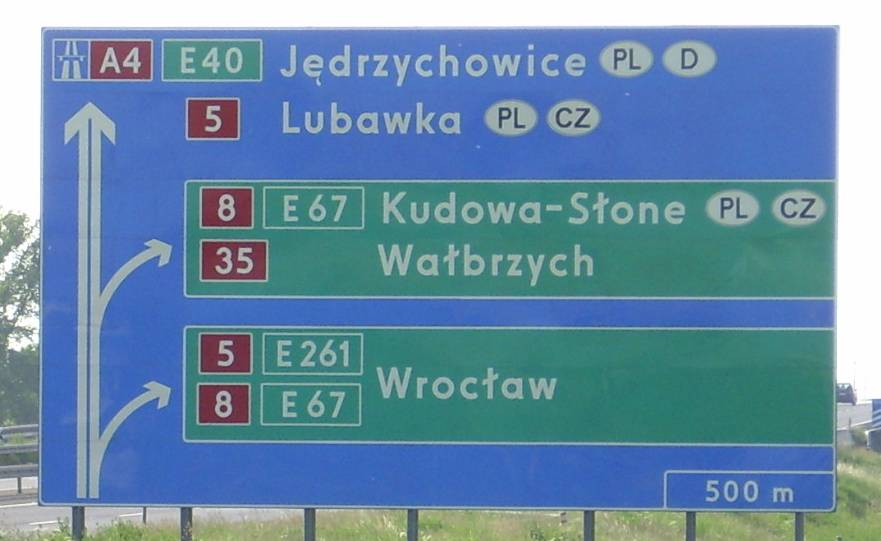
Panneau d'indication autoroutier sur l'autoroute A4

## Autres règles, autres us et coutumes
- L'allumage des feux de croisement est obligatoire 24h/24 depuis le 17 avril 2007, vous encourez une amende de 150 PLN (environ 40 EUR) en cas de non-respect de cette consigne.
- Alcoolémie maximale autorisée au volant : 0,2 g/L d'alcool dans le sang. Entre 0,2 et 0,5 g/L, vous commettez un délit, au-dessus de 0,5 g/L, la saisie du véhicule et l'incarcération sont quasi-systématiques. De plus, depuis le 1er juillet 2010, en cas de récidive, le conducteur peut perdre son permis à vie.
- Enfin, sur les routes à chaussée unique, il est toléré (et même pratiqué) de se rabattre sur la bande d'arrêt d'urgence (lorsque la ligne de séparation avec le reste de la chaussée est discontinue) pour laisser passer un véhicule plus rapide. Le conducteur de ce dernier actionne alors ses feux de détresse pour vous en remercier. 
  - Cette pratique est toutefois interdite de nuit ainsi que dans les virages, la ligne de séparation entre la B.A.U et le reste de la chaussée étant alors continue (du fait de l'invisibilité des piétons).
- Un policier en civil à pied n'a le droit de vous arrêter qu'en agglomération.
- Comme dans l'Allemagne voisine, si vous ne laissez pas passer les piétons sur les passages (même non engagés), vous encourez une forte amende. Idem pour un piéton qui ne respecte pas les feux bicolores. Cependant, cette consigne est bien plus appliquée dans les grandes villes que dans les petites villes ou les villages.
- Peu de priorités à droite, en général dûment signalées.
- Les tramways ont toujours la priorité sur les automobilistes, y compris sur les ronds-points.
- Comme en Allemagne, il est déconseillé aux amateurs de tuning d'allumer diodes ou néons sur la route : la police veille et peut emmener votre véhicule en fourrière.
- Interdiction de stationner à moins de 5 mètres d'un passage piétons ou d'un arrêt de bus.
- Triangle de pré-signalisation et mini-boîte à pharmacie obligatoire (pour les premiers soins en cas d'accident).
- Arrêt en double file interdit.
- Interdiction de dépasser un véhicule arrêté à hauteur d'un passage-piétons.